# Église Saint-Dominique de Castello
L'église Saint-Dominique (vénitien : ceza de San Domenego ; italien : chiesa di San Domenico) fut une église catholique de Venise, en Italie.

## Localisation
L'église San Domenico fut située dans le sestiere de Castello. Elle faisait face à l'église San Francesco di Paola (anciennement San Bartolammeo), sur l'autre rive du canal qui fut comblé pour faire la Via Garibaldi. En même temps, le ponte San Domenico fut enlevé.

## Historique
San Domenico fut un monastère et une église, fondés en 1317, reconstruits en 1506 et 1536. 
Le couvent, don du doge Marino Zorzi, hébergeait douze moines de l'ordre des Prédicateurs. Ils dépendaient du monastère des SS. Giovanni et Paolo, et ce ne fut qu'en 1391 que le bienheureux Giovanni Dominici les rendit indépendants.
La cour de l'Inquisition, instituée par Pie IV siégeait ici à partir de 1560. Les livres interdits qui s'accumulaient ici furent brûlés tous les 29 avril et les cendres versées dans la partie du rio de Sant'Ana, qui est maintenant Via Garibaldi. L'inquisition se déplaça ensuite au Frari. 
Après le feu de l'Arsenal de Venise en 1569, le complexe a été reconstruit en 1586 et l'église reconsacrée en 1609. 
En 1668, Pier Francesco des Orsini, duc de Gravina, pris l'habit ici. Il fut créé pontife le 24 mai 1724 sous le nom de Benoit XIII. 
Offerte à la marine autrichienne en 1807 et peu après détruite, elle fut une des trois églises démolies pour faire place auxGiardini Pubblici.
L'ancienne entrée gothique (XVe siècle) du monastère (porta dell'ospedale delle Pute) se trouve au côté sud du N° 1310 de la  Via Garibaldi, près de la Calle San Domenego.